# Turtle (podmornica)
Turtle (Želva) (imenovana tudi American Turtle) je bila prva potopna ladja na svetu z dokumentirano evidenco uporabe v boju. Zgradil jo je leta 1775 Američan David Bushnell kot sredstvo za pritrditev eksplozivnih nabojev na ladje v pristanišču za uporabo proti kraljevi mornarici med ameriško revolucionarno vojno. Guverner Connecticuta Jonathan Trumbull je izum priporočil Georgeu Washingtonu, ki je zagotovil sredstva in podporo za razvoj in testiranje naprave.
Leta 1776 je bilo v newyorškem pristanišču več poskusov uporabe "Turtle" za pritrditev eksploziva na spodnje dele britanskih vojnih ladij. Vsi so bili neuspešni, njeno transportno ladjo pa so Britanci pozneje istega leta potopili s podmornico na krovu. Bushnell je trdil, da je napravo sčasoma našel, vendar njena končna usoda ni znana. Sodobne replike "Želve" so bile izdelane in so na ogled v Muzeju River Connecticut, Knjižnici in muzeju podmorniških sil ameriške mornarice, Muzeju podmornic kraljeve mornarice, Mednarodnem muzeju vohunjenja in Oceanografskem muzeju (Monako).
- Delujoča replika iz leta 1976, ki je zdaj v Muzeju River Connecticut
- Replika v izrezu v Knjižnici in muzeju podmorniških sil, Groton, Connecticut
- Replika v izrezu v Oceanografskem muzeju v Monaku
- Funkcionalna replika iz leta 2007, ki jo je ustvaril Philip "Duke" Riley